# Tribunal americano Thurgood Marshall
O Tribunal americano Thurgood Marshall é um Tribunal de projeto neoclássico localizado na Rua Central 40 em Foley Square no Civic Center, vizinhança de Lower Manhattan na cidade de Nova Iorque. O prédio, projetado por Cass Gilbert e o seu filho, Cass Gilbert, Jr., é listado no Registro Nacional de Lugares Históricos como um Tribunal americano.
O Segundo Circuito de Cortes de Apelação dos Estados Unidos e o United States District Court for the Southern District of New York ouvem casos nesse tribunal, que é perto do Metropolitan Correctional Center, em Nova Iorque.

## Arquitetura e design

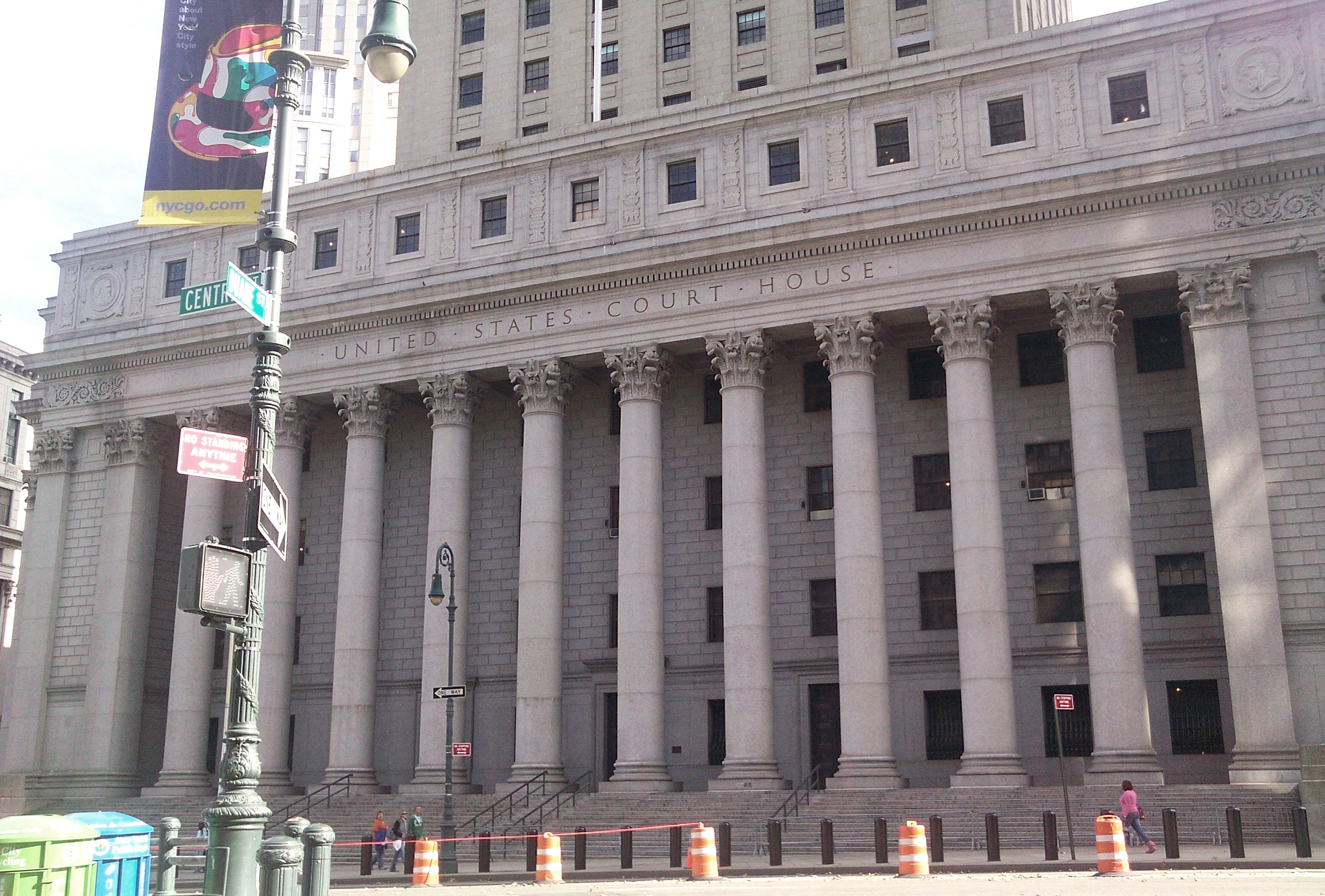
A Colunata de Colunas Coríntias

O edifício tem duas partes principais, a base e a torre. Incluindo ambos, o edifício tem 179,83 metros de altura e 37 andares.
A base do tribunal de seis andares é marcada por uma fachada de pilastras e uma colunata. Construído em torno de três pátios interiores, de forma rústica e  irregular, seguindo o esboço do local. Degraus de granito flanqueados por grandes pedestais levam até a entrada principal na Foley Square. Gilbert pretendia que os pedestais suportassem dois grupos escultóricos monumentais, mas que nunca foram feitos. Dez colunas coríntias de quatro andares formam o pórtico imponente que abriga a entrada, e o friso é esculpido com um detalhado desenho floral. As extremidades do entablamento acima são embelezadas com roundels, projetado para assemelhar-se às moedas antigas, em que são cinzelados as cabeças de quatro legisladores antigos: Platão, Aristóteles, Demóstenes, e Moisés. As capitais coríntias que coroam as colunas do pórtico regressam às pilastras ao longo das outras fachadas primárias do edifício. O granito de Minnesota, de cor esbranquiçada e manchado de pêssego e cinza, foi usado para terminar as elevações exteriores do tribunal.
A torre quadrada de 30 andares tem 590 pés de altura e está afastada da base paralela à frente do edifício. A torre está ligeiramente retraída no 27º andar, marcada por urnas nos cantos. O telhado da torre é piramidal, de grande inclinação e feito de terracota, com uma folha de ouro, com uma pequena lanterna aberta, também terracota dourada, no topo.
O salão principal abrange a largura do edifício ao longo de sua elevação principal. É muito similar no projeto e na ornamentação ao salão principal do edifício da Suprema Corte dos Estados Unidos, que Gilbert projetou na mesma época. As variações nos motivos decorativos empregados dentro do salão principal aparecem durante todo o descanso do interior. Com vinte e nove pés de altura, tem assoalhos de mármore branco com nervuras verdes e pretas; O mármore branco que reveste as suas paredes tem veias de cor dourada e creme, proporcionando um sutil mas atraente contraste de tons quentes e frios. Moldagem elaborada, com um design meandro, que divide o teto em retangular, com caixas artesanais. Os cofres são decorados com grandes rosetas de gesso com ponta de folha de ouro de 22 quilates sobre fundos alternados de azul carmesim e pavão, com rosetas menores nas junções dos cofres.
Um trabalho em bronze ricamente ornamentado cerca muitas das portas interiores, incluindo as dos elevadores. Este detalhe de bronze apresenta uma combinação incomum de imagens metafóricas relacionadas à lei e ao governo, incluindo golfinhos, um símbolo erudito, embora um pouco obscuro, do nascimento e dos ideais democráticos. Entre os outros motivos estão os gafanhotos aparentemente alimentados com talos de trigo, acompanhados pela palavra grega meta, que significa "transformar", o que transmite a ideia de que a mudança, mesmo o conflito, é essencial para o crescimento; Há também corujas, representando sabedoria, e bolotas e folhas de carvalho, significando força e resistência.
O edifício contém 35 tribunais. Dezesseis são originais: cinco na base e onze na torre, incluindo o tribunal histórico da Corte de Apelação dos Estados Unidos. Todos têm paredes de painéis de madeira com arcos redondos colossais e pilastras jônicas estriadas; o teto da sala de audiências do Tribunal de Apelações também retrata símbolos náuticos.
Dentro da torre, no vigésimo quinto andar, uma biblioteca de altura dupla apresenta grandes vigas de teto apoiadas por suportes pintados com desenhos de estêncil. As janelas altas e arqueadas da biblioteca oferecem vistas deslumbrantes sobre o horizonte de Manhattan. O tribunal não foi unanimemente bem recebido quando foi concluída. O famoso crítico de arquitetura Lewis Mumford chamou-o de "o exemplo supremo de pretensão, mediocridade, má concepção e grandeza falsa".
O tribunal tem três vizinhos particularmente impressionantes. Duas estruturas de arranha-céus: o Edifício Municipal de Manhattan (em 1914) projetado por uma construtora chamada McKim, Mead e Branco; E o Tribunal Americano Patrick Moynihan (1994) feito por Kohn Pedersen Fox Associates são adjacentes ao Tribunal Americano Thurgood Marshall, e que também é em frente ao Foley Square, o Tribunal do Condado de Nova Iorque (1926) por Guy Lowell.

## História
O arquiteto Cass Gilbert foi chamado para projetar uma nova corte federal na Foley Square em 1931. O trabalho de Design começou em 1933. A construção começou em julho de 1932 e durou três anos e meio. Esse prédio esteve entre os primeiros arranha-céus federais construídos. Após a morte de Gilbert, a construção foi supervisionado pelo seu filho, Cass Gilbert Jr, até que foi completada em 1936. O tribunal era originalmente conhecido como Tribunal de Foley.
Foi registrado no Registro Nacional de Lugares Históricos (como tribunal dos Estados Unidos) em 2 de setembro de 1987. Eventos notáveis ocorreram nesse tribunal, incluindo o julgamento por espionagem de Julius e Ethel Rosenberg; a culpabilidade de Ivan Boesky, que inspirou o personagem Gordon Gekko, de acusações de conspiração e o julgamento de Martha Stewart.
Em 1992, três grandes tribunais históricos foram restaurados. O tribunal foi substancialmente renovado em 1999. Em 2001, o congresso dos Estados Unidos aprovou uma emenda que rebatizou o edifício em honra a Thurgood Marshall, que tinha trabalhado no tribunal de 1961 a 1965 como um juiz do Segundo Circuito de Cortes de Apelação, antes de mais tarde ser elevado ao cargo de Associado de Justiça da Suprema Corte dos Estados Unidos. A legislação foi assinada como lei em 20 de agosto de 2001, e o prédio foi rededicado em 15 de abril de 2003.
De novembro de 2006 a janeiro de 2013, o Segundo Circuito deixou o Tribunal enquanto o edifício sofreu remodelações extensas. Durante este período, o Tribunal Americano Patrick Moynihan (localizado do outro lado da rua) abrigou temporariamente o Segundo Circuito. O segundo circuito retornou ao tribunal de Marshall após as renovações terem sido terminadas.